# 静岡羽鳥テレビ中継局
静岡羽鳥テレビ中継局（しずおかはとりテレビちゅうけいきょく）は、静岡県静岡市葵区にかつて存在したテレビ中継局。地上波アナログ放送のみで、地上デジタル放送は日本平デジタルタワー（静岡送信所）の受信エリアとなっている。このため、2011年7月24日のアナログ放送終了と同時に廃止された。

## 送信施設概要
| 放送局名            | チャンネル | 空中線電力        | ERP               | 放送対象地域 | 放送区域 内世帯数 | 放送終了日    |
| ------------------- | ---------- | ----------------- | ----------------- | ------------ | ----------------- | ------------- |
| NHK静岡 総合        | 48ch       | 映像3W/ 音声750mW | 映像10W/ 音声2.5W | 静岡県       | 不明              | 2011年7月24日 |
| NHK静岡 教育        | 50ch       | 映像3W/ 音声750mW | 映像10W/ 音声2.5W | 全国         | 不明              | 2011年7月24日 |
| SBS 静岡放送        | 56ch       | 映像3W/ 音声750mW | 映像10W/ 音声2.6W | 静岡県       | 不明              | 2011年7月24日 |
| SUT テレビ静岡      | 58ch       | 映像3W/ 音声750mW | 映像10W/ 音声2.6W | 静岡県       | 不明              | 2011年7月24日 |
| SATV 静岡朝日テレビ | 60ch       | 映像3W/ 音声750mW | 映像10W/ 音声2.6W | 静岡県       | 不明              | 2011年7月24日 |
| SDT 静岡第一テレビ  | 62ch       | 映像3W/ 音声750mW | 映像10W/ 音声2.6W | 静岡県       | 不明              | 2011年7月24日 |

## 所在地
- 静岡市葵区産女（吉津山）

## 補足
- 静岡アナログ送信所からの電波が届きにくい葵区の服織地区・藁科川沿いをカバーしていた。